# Maddison Inglisová
Maddison Inglisová, nepřechýleně Inglis, (* 14. ledna 1998 Perth) je australská profesionální tenistka. Ve své dosavadní kariéře na okruhu WTA Tour nevyhrála žádný turnaj. V rámci okruhu ITF získala do září 2020 pět titulů ve dvouhře a dva ve čtyřhře.
Na žebříčku WTA byla ve dvouhře nejvýše klasifikována v březnu 2020 na 112. místě a ve čtyřhře pak v únoru téhož roku na 177. místě. Trénuje ji Andrew Roberts.

## Tenisová kariéra
V rámci událostí okruhu ITF debutovala v květnu 2013, když na turnaj v jihokarolínském Sumteru s dotací 10 tisíc dolarů obdržela divokou kartu. Ve čtvrtfinále podlehla Kanaďance Elisabeth Fournierové. Premiérový singlový titul v této úrovni tenisu vybojovala během května 2019 v thajském Nonthaburi, turnaji s rozpočtem 25 tisíc dolarů. Ve finále přehrála Thajku Peangtarn Plipuečovou z konce třetí světové stovky.
Debut v hlavní soutěži nejvyšší grandslamové kategorie zaznamenala v ženském deblu Australian Open 2015, do něhož obdržela s krajankou Alexandrou Nancarrowovou divokou kartu. Na úvod je vyřadily šestnácté nasazené Němky Julia Görgesová s Annou-Lenou Grönefeldovou po dvousetovém průběhu. Jednalo se o její první účast v hlavní soutěži okruhu WTA Tour. Do dvouhry pak poprvé zasáhla o rok později na lednovém Hobart International 2016, kde jako členka osmé světové stovky startovala opět na divokou kartu. Z prvního kola odešla poražena od šedesáté ženy klasifikace Margarity Gasparjanové z Ruska. V hobartské čtyřhře prohrála po boku krajanky Jessicy Mooreové s chorvatsko-americkým párem Darija Juraková a Nicole Melicharová.
První grandslamovou kvalifikací ve dvouhře se stal melbournský Australian Open 2014, kde ji v první fázi zastavila stá třicátá třetí hráčka žebříčku Marta Sirtokinová. Shodný scénář měla i kvalifikační sourtěž Australian Open 2015, v níž ji zdolala Američanka Louisa Chiricová. Do hlavní soutěže postoupila na Australian Open 2016 poté, co ve finále interního australského turnaje Wildcard Playoff o zisk divoké karty porazila Arinu Rodionovou. V melbournském singlu však uhrála jen tři gemy na světovou čtyřiadvacítku Jekatěrinu Makarovovou. Ve dvouhře majoru se podruhé objevila na newyorském US Open 2020. Stopku v prvním kole jí vystavila dvacátá čtvrtá nasazená Polka Magda Linetteová.
Na Hopman Cupu 2018 nahradila jako hráčka osmé světové stovky nemocnou Naomi Ósakaovou v japonském týmu a ve dvou setech podlehla desáté hráčce žebříčku Coco Vandewegheové.

## Finále na okruhu ITF
| Dotace turnajů okruhu ITF | Dotace turnajů okruhu ITF |
| ------------------------- | ------------------------- |
| 100 000 $ tournaments     | 80 000 $ tournaments      |
| 75 000 $ tournaments      | 60 000 $ tournaments      |
| 50 000 $ tournaments      | 25 000 $ tournaments      |
| 15 000 $ tournaments      | 10 000 $ tournaments      |

### Dvouhra: 8 (5–3)
| Stav       | č. | datum         | turnaj               | povrch | soupeřka ve finále   | výsledek      |
| ---------- | -- | ------------- | -------------------- | ------ | -------------------- | ------------- |
| Finalistka | 1. | duben 2019    | Hongkong, Čína       | tvrdý  | Ma Šu-jüe            | 6–4, 3–6, 2–6 |
| Vítězka    | 1. | květen 2019   | Nonthaburi, Thajsko  | tvrdý  | Peangtarn Plipuečová | 6–0, 6–2      |
| Vítězka    | 2. | červenec 2019 | Saskatoon, Kanada    | tvrdý  | Katherine Sebovová   | 6–4, 2–6, 6–4 |
| Finalistka | 2. | říjen 2019    | Brisbane, Austrálie  | tvrdý  | Asia Muhammadová     | 3–6, 6–3, 3–6 |
| Vítězka    | 3. | říjen 2019    | Toowoomba, Austrálie | tvrdý  | Kyoka Okamurová      | 6–1, 4–6, 6–0 |
| Finalistka | 3. | říjen 2019    | Bendigo, Austrálie   | tvrdý  | Lizette Cabrerová    | 2–6, 3–6      |
| Vítězka    | 4. | leden 2020    | Burnie, Austrálie    | tvrdý  | Sachia Vickeryová    | 2–6, 6–3, 7–5 |
| Vítězka    | 5. | únor 2020     | Perth, Austrálie     | tvrdý  | Destanee Aiavová     | 6-4, 7-6(7–4) |

### Čtyřhra (2 tituly)
| Č. | datum      | turnaj              | povrch | spoluhráčka      | poražené finalistky                | výsledek         |
| -- | ---------- | ------------------- | ------ | ---------------- | ---------------------------------- | ---------------- |
| 1. | říjen 2018 | Brisbane, Austrálie | tvrdý  | Kaylah McPheeová | Rutudža Bhosaleová Sü Š'-lin       | 7–5, 6–4         |
| 2. | říjen 2019 | Bendigo, Austrálie  | tvrdý  | Kaylah McPheeová | Naiktha Bainsová Tereza Mihaliková | 3–6, 6–2, [10–2] |